# Han Seung-woo
Han Seung-woo (hangul: 한승우; Busan, 24 de dezembro de 1994), também creditado em sua carreira musical apenas como Seungwoo (hangul: 승우), é um cantor, compositor, dançarino e rapper sul-coreano. Deu início em sua carreira na indústria musical em 2016, como integrante do boy group Victon, formado e agenciado pela gravadora IST Entertainment.
Em 2019,  participou do reality show de sobrevivência Produce X 101, produzido e exibido pelo canal de televisão Mnet. Durante o episódio final do programa, Seungwoo classificou-se em terceiro lugar, o que lhe garantiu a oportunidade de estrear como parte do grupo X1, formado pelos onze vencedores do reality show.
Em agosto de 2020, Seungwoo realizou sua estreia como artista solo com o EP Fame.

## Vida e carreira

### 1994–2018: Primeiros anos e início de carreira com Victon
Han Seung-woo nasceu em 24 de dezembro de 1994, em Busan, Coreia do Sul. Sua família é constituída por seus pais e duas irmãs mais velhas, uma delas sendo a atriz Han Sun-hwa. Quando mais novo, Seungwoo não considerava seguir carreira na indústria do entretenimento, desejando seguir carreira como jogador de futebol; no entanto, uma lesão o obrigou a abandonar o esporte. Apesar da oposição inicial de seu pai, Seungwoo fez uma audição bem-sucedida para a agência e gravadora A Cube Entertainment (atual IST Entertainment), tornando-se um dos primeiros estagiários do sexo masculino da mesma, e mudou-se para Seul em 2014, após concluir o ensino médio.
Em agosto de 2016, Seungwoo foi anunciado como integrante do primeiro grupo masculino de sua agência, referido inicialmente apenas como "Plan A Boys"; para a divulgação do grupo, foi produzido um reality show, Me and 7 Men, para mostrar a preparação do grupo para sua estreia. Posteriormente, o grupo anunciou seu nome oficial, Victon, e realizou sua estreia em 9 de novembro de 2016, com o lançamento do EP Voice To New World, acompanhado da faixa promocional I'm Fine. O extended play de estreia do grupo contou com a participação de Seungwoo na composição de três faixas, incluindo "What Time is it Now?", que também foi utilizada para promover o lançamento.
Entre os anos de 2017 e 2018, o grupo continuou lançando e promovendo novas canções regularmente, o que rendeu o lançamento de 3 EPs: Ready, Identity e From. Victon.

### 2019–presente: Produce X 101, X1 e estreia solo

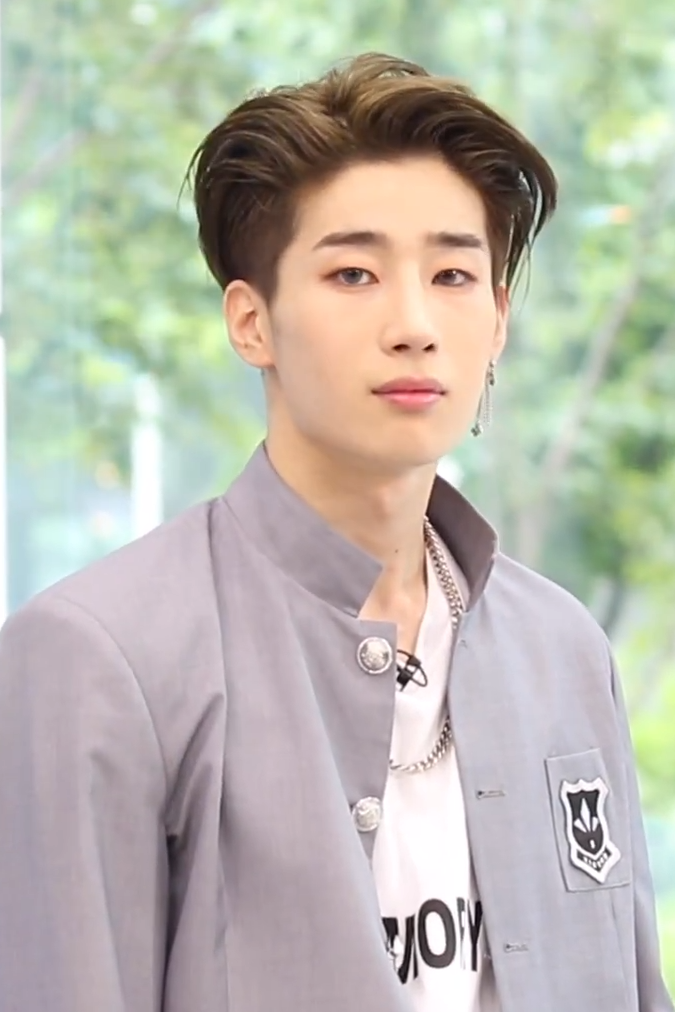
Seungwoo em maio de 2018, promovendo um dos lançamentos musicais de Victon.

Em 2019, Seungwoo foi anunciado como um dos participantes do reality show de sobrevivência Produce X 101, produzido pelo canal de televisão Mnet e exibido entre 3 de maio e 19 de julho daquele ano. Durante o episódio final do programa, Seungwoo classificou-se em terceiro lugar, o que lhe garantiu a oportunidade de estrear como parte do grupo masculino X1, formado pelos onze vencedores do reality show.
X1 fez sua estreia em 27 de agosto de 2019, com o lançamento do extended play Emergency: Quantum Leap, acompanhado do single "Flash" e de um concerto realizado no Gocheok Sky Dome, que teve todos os seus ingressos vendidos em poucos minutos. Apesar do sucesso, a carreira de X1 foi interrompida após o início de uma investigação que expôs a manipulação de resultados em reality shows do canal Mnet. Após meses de inatividade e de uma negociação malsucedida entre as gravadoras individuais de cada membro para decidir o futuro do grupo, as atividades de X1 foram encerradas oficialmente em 6 de janeiro de 2020, com o grupo desfazendo-se apenas 5 meses após sua estreia.
Após o encerramento das atividades de X1, Seungwoo realizou um evento de encontro de fãs em fevereiro de 2020, e voltou a promover como integrante de Victon, juntando-se novamente ao grupo para o lançamento do EP Continuous, que ocorreu em março.
Em 10 de agosto de 2020, Seungwoo fez sua estreia como artista solo com o EP Fame. A canção "Sacrifice", cuja letra foi escrita pelo próprio artista, foi utilizada para promover o trabalho, sendo lançada como single também em 10 de agosto. O EP alcançou a posição número dois na parada semanal de álbuns do Gaon Chart, ultrapassando 30,000 cópias vendidas no primeiro dia.
Em março de 2021, Seungwoo fez sua estreia como ator na websérie Love #Hashtag, produzida pela plataforma de vídeos CELEBe, no papel de Lee Si-woo.
O segundo EP solo de Seungwoo, Fade, foi lançado em 28 de junho de 2021, com "See You Again" servindo como single principal. O lançamento ocorreu um mês antes do início de seu serviço militar obrigatório.
Em 27 de junho de 2023, cinco meses após ser dispensado do serviço muilitar, Seungwoo lançou seu terceiro EP solo, Frame. Este lançamento rendeu seu primeiro prêmio em um programa musical, como solista: em 4 de julho, o single principal do álbum Frame, "Dive Into", recebeu o troféu de canção da semana, no programa The Show, transmitido pelo canal SBS M.

## Vida pessoal
Em 3 de junho de 2021, Seungwoo anunciou durante uma transmissão ao vivo no Instagram que iniciaria seu serviço militar obrigatório no mês seguinte. Em 28 de julho, apresentou-se ao Centro de Treinamento do Exército de Nonsan, em Chungcheong do Sul, dando início ao seu serviço militar. Sua dispensa ocorreu em 27 de janeiro de 2023.

## Discografia

### Extended plays(EP)
| Título                                                                                   | Detalhes do álbum                                                                                             | Melhores posições nas paradas | Vendas        |
| Título                                                                                   | Detalhes do álbum                                                                                             | KOR                           | Vendas        |
| ---------------------------------------------------------------------------------------- | --- | ----------------------------- | ------------- |
| Fame                                                                                     | - Lançamento: 10 de agosto de 2020 - Gravadora: IST Entertainment - Formatos: CD, download digital, streaming | 2                             | - KOR: 86,063 |
| Fade                                                                                     | - Lançamento: 28 de junho de 2021 - Gravadora: IST Entertainment - Formatos: CD, download digital, streaming  | 5                             | - KOR: 70,978 |
| Frame                                                                                    | - Lançamento: 27 de junho de 2023 - Gravadora: IST Entertainment - Formatos: CD, download digital, streaming  | 16                            | - KOR: 57,136 |
| "—" indica lançamentos que não figuraram nas paradas ou não foram lançados nessa região. | |                               |               |

### Singles

#### Como artista principal
| "Sacrifice"                                                                              | 2020 | 97 | Fame  |
| "See You Again" (다시 만나)                                                              | 2021 | 79 | Fade  |
| "Dive Into"                                                                              | 2023 | —  | Frame |
| "—" indica lançamentos que não figuraram nas paradas ou não foram lançados nessa região. |      |    |       |

#### Trilhas sonoras
| "If We Can't See From Tomorrow" (내일부터 우리가 못본다면)                               | 2020 | 161 | Hyena OST Part 10            |
| "Please"                                                                                 | 2021 | —   | The Witch's Diner OST Part 4 |
| "A Song For You"                                                                         | 2023 | —   | Soundtrack #2 OST            |
| "—" indica lançamentos que não figuraram nas paradas ou não foram lançados nessa região. |      |     |                              |

### Créditos de composição
Seungwoo possui 40 composições musicais registradas em seu nome através da Korea Music Copyright Association (KOMCA). Todos os créditos são adaptados da plataforma online da KOMCA, a não ser quando especificado.
| Ano  | Canção                           | Álbum                    | Artista       | Com | Notas             |
| ---- | -------------------------------- | ------------------------ | ------------- | --- | ----------------- |
| 2016 | "What Time Is It Now?"           | Voice to New World       | Victon        | Victon, BeomxNang | Letra             |
| 2016 | "The Chemistry"                  | Voice to New World       | Victon        | Do Han-se, Wiidope, Yoo Geun Ho | Letra             |
| 2016 | "I'm Fine"                       | Voice to New World       | Victon        | Do Han-se, BeomxNang | Letra             |
| 2017 | "Sunrise"                        | Ready                    | Victon        | Maxx Song, Do Han-se, An Seong-chan, Brunell Brandes Gabriel Erik Henrik                                                                                          | Letra             |
| 2017 | "So Bad.."                       | Ready                    | Victon        | Do Han-se, S2 Evolution, Monster No. | Letra             |
| 2017 | "Just Come"                      | Single sem álbum         | Victon        | Victon, BeomxNang | Letra, composição |
| 2017 | "Flower"                         | Identity                 | Victon        | Bu Han-sol, Park Ju-seong, Do Han-se | Letra             |
| 2017 | "Unbelievable"                   | Identity                 | Victon        | Do Han-se, BeomxNang | Letra, composição |
| 2017 | "Light"                          | Identity                 | Victon        | Kim Jwa-yeong, Do Han-se, Obros | Letra             |
| 2017 | "Stay With Me"                   | From. Victon             | Victon        | Do Han-se | Letra             |
| 2017 | "Have a Good Night" (Stage ver.) | From. Victon             | Victon        | Victon, Bu Han-sol, Park Ju-seong, Jang Hye-won, I Gil-beom | Letra             |
| 2017 | "Timeline"                       | From. Victon             | Victon        | Do Han-se, Song Seung-geun | Letra             |
| 2018 | "Time of Sorrow"                 | Time of Sorrow           | Victon        | HSND, Nano, Do Han-se | Letra             |
| 2020 | "Petal"                          | Continuous               | Victon        | Kang Seung-sik, Do Han-se, Byun Mu-hyeok | Letra, composição |
| 2020 | "Nightmare"                      | Continuous               | Victon        | Jhun Ryan Sewon, Do Han-se, I Ji-won, JQ, Tan Tim | Letra             |
| 2020 | "White Night"                    | Continuous               | Victon        | Im Se-jun, Do Han-se, Bymore, Kiggen | Letra             |
| 2020 | "Mayday"                         | Mayday                   | Victon        | Jhun Ryan Sewon, O Yu-won, Maeng Ji-na, Do Han-se, Borgen Jesper, Philippon Francois Henri, Rycroft Peter John Rees, Mann Tom, Teigen Sebastian Kornelius Gautier | Letra             |
| 2020 | "Sacrifice"                      | Fame                     | Han Seung-woo | JinbyJin, Jakob Mihoubi, Rudi Daouk | Letra             |
| 2020 | "Fever"                          | Fame                     | Han Seung-woo | JinbyJin | Letra, composição |
| 2020 | "Reply"                          | Fame                     | Han Seung-woo | Raudi | Letra, composição |
| 2020 | "I Just Want Love"               | Fame                     | Han Seung-woo | GDLO (MonoTree), Hyuk Shin (153/Joombas), JJ Evans (153/Joombas)                                                                                                  | Letra             |
| 2020 | "Forest"                         | Fame                     | Han Seung-woo | Primeboi | Letra, composição |
| 2020 | "Child"                          | Fame                     | Han Seung-woo | KZ, Kim Hye-kwang, FEB, Kim Tae-young | Letra, composição |
| 2021 | "Circle"                         | Voice: The Future Is Now | Victon        | Jeong Jin-woo, Do Han-se, No Ju-hwan | Letra             |
| 2021 | "Chess"                          | Voice: The Future Is Now | Victon        | Sendo, Park Woo-hyeon, Jhun Ryan Sewon, Andrew Choi, Danke, Do Han-se                                                                                             | Letra             |
| 2021 | "Flip a Coin"                    | Voice: The Future Is Now | Victon        | Do Han-se, Jin By Jin, Berg Tollbom Ellen Annie Beata, Carlebecker Moa Anna Maria                                                                                 | Letra             |
| 2021 | "All Day"                        | Voice: The Future Is Now | Victon        | Do Han-se, Maxx Song | Letra, composição |
| 2021 | "Carry On"                       | Voice: The Future Is Now | Victon        | Victon, Jhun Ryan Sewon, Hicklin Richard Ashley, Dominic Lyttle, Dylan Fraser                                                                                     | Letra             |
| 2021 | "See You Again"                  | Fade                     | Han Seung-woo | Primeboi | Letra, composição |
| 2021 | "LL"                             | Fade                     | Han Seung-woo | Primeboi, Suran | Letra, composição |
| 2021 | "On and Off"                     | Fade                     | Han Seung-woo | Primeboi | Letra, composição |
| 2021 | "Fateful Love"                   | Fade                     | Han Seung-woo | Raudi | Letra, composição |
| 2021 | "We Loved Each Other"            | Fade                     | Han Seung-woo | Primeboi | Letra, composição |
| 2023 | "Intro"                          | Frame                    | Han Seung-woo | Dr.Ahn, Youngwoo, Maxx Song | Letra, composição |
| 2023 | "Dive Into"                      | Frame                    | Han Seung-woo | Cha Cha Malone, Maxx Song | Letra, composição |
| 2023 | "Runnin' High"                   | Frame                    | Han Seung-woo | Raudi | Letra, composição |
| 2023 | "Burn"                           | Frame                    | Han Seung-woo | Raudi | Letra, composição |
| 2023 | "Lovelorn"                       | Frame                    | Han Seung-woo | Raudi | Letra, composição |
| 2023 | "Flutter"                        | Frame                    | Han Seung-woo | Raudi | Letra, composição |
| 2023 | "Dawn"                           | Frame                    | Han Seung-woo | Chae Ji-ho | Letra, composição |

## Filmografia

### Webséries
| Ano  | Título        | Papel      | Plataforma | Ref.   |
| ---- | ------------- | ---------- | ---------- | ------ |
| 2021 | Love #Hashtag | Lee Si-woo | CELEBe     | [ 42 ] |

### Programas de televisão
| Ano  | Título              | Emissora | Notas                                                                                       |
| ---- | ------------------- | -------- | ------------------------------------------------------------------------------------------- |
| 2019 | Produce X 101       | Mnet     | Programa de sobrevivência que determinou os membros de X1. Terminou como terceiro colocado. |
| 2020 | King of Mask Singer | MBC      | Participante como "Blue Flag" (episódios 271–272)                                           |